# Merizocera pygmaea
Merizocera pygmaea is een spinnensoort uit de familie Psilodercidae. De soort komt voor in Thailand.